# Coleophora agilis
Coleophora agilis là một loài bướm đêm thuộc họ Coleophoridae. Nó được tìm thấy ở bán đảo Iberia.